# Grinstads landskommun
Grinstads landskommun var en tidigare kommun.

## Administrativ historik
Kommunen inrättades i Grinstads socken i Sundals härad i Dalsland när 1862 års kommunalförordningar trädde i kraft 1863.
Landskommunen upphörde vid kommunreformen 1952, då den gick upp i Bolstads landskommun, som 1969 uppgick i Melleruds köping som 1971 ombildades till Melleruds kommun.

## Politik

### Mandatfördelning i Grinstads landskommun 1938-1946
| 2 | 17 | 1 |

| 20 |

| 2 | 16 | 1 | 1 |

| 19 |

| 3 | 17 |

| 19 |